# Гермсар
Гермса́р (перс. گرمسار‎) — город в Иране в провинции Семнан. Расположен на окраине солончаковой пустыни Деште-Кевир в 80 километрах к востоку от Тегерана. Население — 68 тыс. человек. Важный научный центр. 
Известен также как малая родина бывшего президента Ирана Махмуда Ахмадинежада.